# 手遊網
手遊網是17173旗下提供手機遊戲資訊及下載服務的新聞網站，由暢遊福州分公司負責運營。

## 內容服務
- 蘋果頻道：提供iPhone及iPad類遊戲的相關資訊。
- 安卓頻道：提供安卓系統手機遊戲的相關資訊。
- 視窗頻道：提供Windows Phone系統手機遊戲的相關資訊。

## 旗下產品
- 好機遊：2013年6月26日推出，為提供手機平臺上單機類遊戲資訊及下載的移動客戶端。[2]

- 網遊寶貝：2013年6月16日推出，主要服務于手機平臺上的網絡遊戲資訊及下載。[3]

## 姊妹網站
- 17173
- 頁游網
- 37玩玩

## 外部連結
- 手遊網 （页面存档备份，存于）